# 第90ミサイル航空団 (アメリカ軍)
第90ミサイル航空団（だい90ミサイルこうくうだん 90th Missile Wing）はアメリカ空軍の部隊。空軍宇宙軍団第20空軍(20AF)傘下の部隊であり、作戦指揮上はアメリカ戦略軍の指揮を受ける。大陸間弾道ミサイルを運用する部隊であり、司令部はワイオミング州フランシス E. ワーレン空軍基地に所在。人員は約4,500名。

## 概要
4個群で構成されているが、うち第90作戦群(90th OG)が主力であり、他の3個群は支援部隊である。90th OGは3個ミサイル中隊および1個ヘリコプター航空隊で編成されている。ミサイルサイロはワイオミング州からコロラド州にかけての広範囲に配置されており、ヘリコプターは人員輸送、兵站支援に用いられる。
90th MWの前身は1942年4月15日にミシシッピー州で創設された第90重爆撃群(90th Bombardment Group (Heavy))である。第二次世界大戦においてはB-24を装備し、太平洋戦域で活動した。1946年1月27日に編成解除された。その後は1947年7月1日に第90超重爆撃群(90th Bombardment Group (Very Heavy))が編成されたが、これも1948年9月6日に編成解除された。1951年1月2日に第90中爆撃航空団(90th Bombardment Wing (Medium))としてB-29を装備し編成された。訓練部隊としてB-29・RB-29を運用した。1953年には第90中戦略偵察航空団(90th Strategic Reconnaissance Wing (Medium))としてRB-47とKC-97を装備した。1956年に第90爆撃航空団(90th Bomb Wing)に改称された。
1963年にミニットマンIICBMを装備し、フランシス E. ワーレン空軍基地で再改編により第90戦略ミサイル航空団(90th Strategic Missile Wing)となった。1986年からはピースキーパーを運用する4番目のミサイル中隊（第400ミサイル中隊）が編成されたが、これは2005年に廃止された。この間、名称も第90宇宙航空団(90th Space Wing)に改称され、2008年7月1日からは第90ミサイル航空団となっている。

## 部隊
- 第90作戦群(90th Operations Group)
  - 第319ミサイル中隊(319th Missile Squadron)
  - 第320ミサイル中隊(320th Missile Squadron)
  - 第321ミサイル中隊(321st Missile Squadron)
  - 第37ヘリコプター飛行隊(37th Helicopter Squadron)
- 第90任務支援群(90th Mission Support Group)
- 第90警備隊群(90th Security Forces Group)
- 第90整備群(90th Maintenance Group)
- 第90医療群(90th Medical Group)